# Bolívar (Barinas)
Pour les articles homonymes, voir Bolívar.
Bolívar est l'une des douze municipalités de l'État de Barinas au Venezuela. Son chef-lieu est Barinitas. En 2011, la population s'élève à 52 872 habitants.

## Géographie

### Subdivisions
La municipalité est divisée en trois paroisses civiles avec, chacune à sa tête, une capitale (entre parenthèses) : 
- Altamira de Cáceres (Altamira de Cáceres) ;
- Barinitas (Barinitas) ;
- Calderas (Calderas).